# 프로스펙트 미라역 (콜체바야선)
프로스펙트 미라 역(러시아어: Проспе́кт Ми́ра)은 모스크바 지하철 콜체바야 선의 역이다. 1952년 1월 30일에 개장했다.

## 디자인
프로스펙트 미라 역의 원래 이름은 보타니체스키 사드, 러시아어로 식물원이었다. 모스크바 대학 식물원이 역 근처로 이전된 이후, 역의 디자인 역시 이에 어울리도록 설계되었다. 수정은 흰 대리석을 향하도록 설치되었으며, 소련 농업사의 발전을 보여주는 원형 부조를 설치, 벽을 장식하였다.

## 환승
프로스펙트 미라 역에서는 칼루시스코 리시스카야 선의 프로스펙트 미라 역으로 갈아탈 수 있다.